# Zeta2 Lyrae
Pour les articles homonymes, voir Zeta Lyrae.
Désignations
Zeta2 Lyrae (en abrégé ζ2 Lyr) est une étoile binaire de la constellation boréale de la Lyre. Elle est faiblement visible à l'œil nu avec une magnitude apparente de 5,74. Le système présente une parallaxe annuelle de 20,64 mas mesurée par le satellite Gaia, ce qui indique qu'il est distant d'environ ∼ 158 a.l. (∼ 48,4 pc) de la Terre. Il s'en rapproche à une vitesse radiale héliocentrique de −27 km/s.

## Environnement stellaire

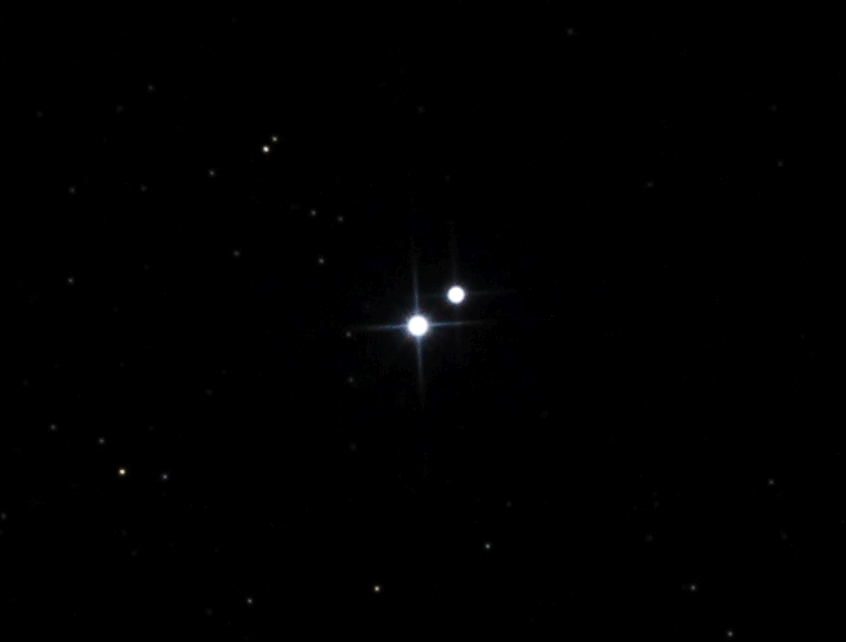
Image de ζ et de ζ Lyrae par un astronome amateur.

Zeta2 Lyrae forme une étoile double avec sa voisine ζ1 Lyrae. Les deux avaient une séparation angulaire de 43,9″ en 2021 et sont très probablement liées physiquement. Le système de ζ Lyrae comprend probablement cinq étoiles en tout.
À moins d'une minute d'arc du système, plusieurs autres compagnons, plus faibles, sont répertoriés dans les catalogues d'étoiles doubles et multiples, mais aucun d'entre-eux apparaissent n'être associés physiquement à ζ Lyrae.

## Propriétés
Zeta2 Lyrae apparaît être à la fois une binaire spectroscopique ainsi qu'une binaire astrométrique, même si aucune orbite n'a encore été déterminée pour ce système. Sa composante visible est une étoile jaune-blanc de la séquence principale de type spectral F1Vnn. Des classifications plus anciennes en faisaient plutôt une sous-géante de type spectral F0IVn, suggérant qu'elle serait un peu plus évoluée, mais les modèles d'évolution stellaire montrent qu'elle n'a complété que 62 % environ de sa vie sur la séquence principale.
La notation « nn » dans le suffixe de son type spectral indique que ses raies d'absorption apparaissent très élargies (« nébuleuses » ) en raison de sa rotation rapide. L'étoile tourne en effet sur elle-même à une vitesse de rotation projetée de 212 km/s. Cela lui donne une forme aplatie avec un rayon équatorial qu'on estime être 29 % plus grand que son rayon polaire. L'étoile est estimée être environ 1,7 fois plus massive que le Soleil et être âgée de 1,2 milliard d'années. Elle est 9,5 fois plus lumineuse que le Soleil et sa température de surface est de 7 257 K.